# Коллінс Кіпруто
Коллінс Кіпруто (англ. Collins Kipruto, нар. 12 квітня 1994) — кенійський легкоатлет, який спеціалізується у бігу на середні дистанції.
За підсумками змагань Світового туру в приміщенні-2020 переміг у загальному заліку з бігу на 800 метрів.